# International Pro Wrestling: United Kingdom
La International Pro Wrestling: United Kingdom, nota come IPW:UK, è stata una federazione di wrestling inglese con sede a Margate, nel Kent.
Fondata nel 2004 da Daniel Edler, vantava la presenza di Vince Russo (CEO secondo storyline) e una propria scuola di wrestling.

## Storia
La federazione ha debuttato nel settembre 2004 con lo show Extreme Measures nella Orpington Hall di Orpington, in cui si è tenuto un Iron Fist match tra Jonny Storm e Super Dragon.
Tra i suoi show, la serie di Best of British, in cui venivano determinati i migliori wrestler del Regno Unito in diverse categorie. Riesce così la IPW:UK, in poco tempo, a ottenere un accordo televisivo e a trasmettere uno show settimanale di un'ora nel canale The Wrestling Channel.
Nell'agosto 2006 inizia una collaborazione con la Frontier Wrestling Alliance, da cui ne deriva una faida tra le due federazioni sfociata nell'evento The Orpington Halls vs Flash Barker del 25 marzo 2007, uno show in cui la IPW:UK esce vincente.
Dal 2012 la direzione della IPW:UK ha subito una svolta quando Daniel Edler ne ha preso il pieno controllo, orientandola verso lo sviluppo di nuovi wrestler per la scena indipendente inglese grazie all'apertura della scuola di wrestling con sede a Swanley.

## Titoli
| Titolo                                 | Detentore                                                             | Data             | Campione uscente |
| -------------------------------------- | --------------------------------------------------------------------- | ---------------- | ---------------- |
| IPW:UK World Championship              | Rob Lynch                                                             | 15 dicembre 2019 | Robert Sharpe    |
| IPW:UK Tag Team Championship           | Anti Fun Police (Chief Deputy Dunne e Los Federales Super Santos Jr.) | 29 maggio 2019   | Pretty Deadly    |
| IPW:UK Women's Championship            | Bobbi Tyler                                                           | 23 dicembre 2018 | Sierra Loxton    |
| IPW:UK Junior Heavyweight Championship | Daisuke Harada                                                        | 16 novembre 2019 | Atsushi Kotoge   |

## Alumni
- Dave Mastiff
- Will Ospreay
- Zack Sabre Jr.